# 上田祐介
上田 祐介（うえだ ゆうすけ、1981年6月28日 - ）は、日本のプロレスラー。

## 経歴
九州産業大学卒業後に地元で電設資材卸売業のサラリーマンとして過ごす。就職して1年目に結婚するが、3年目に離婚し仕事も辞める。単身上京し六本木のサパークラブに勤務後、大学時代の先輩である炭谷信介のつてでプロレスラー坂田亘が経営する飲食店「代官山わたる」に転職。さらに同じく坂田亘経営のとんかつ店「よしかつ」の店員、都内フィットネスジムでのインストラクターを経て、現在はTAKESHIBAコロシアムを運営する株式会社エクスカリバーに所属。
2010年
7月10日、@UEXILEとして西調布格闘技アリーナで行われた「ジェッツ1」バンビキラー戦でデビュー。55秒の秒殺劇で敗戦。
9月10日、新宿FACEにて行われた「ハッスルMAN'Sワールド旗揚げ戦」でジョーメガロドンを相手に二戦目を行うも敗戦。
9月11日、新宿ロフトプラスワンで行われたイベント「うまい棒大感謝祭」に「うまい棒レスラー」として出演した。
10月27日「ハッスルマンズワールド#2」で「世界の強豪シリーズ」第三弾としてミン・タイ・スー2ndと対戦するも、またしても敗戦。
11月2日「ジェッツ2」の試合前、黒の中村カントクに対して「バンビを連れてこい」とバンビキラーとの再戦をアピール。しかし当日姿を見せたのはバンビキラーではなく、KAIENTAI-DOJOのバンビであった。そのバンビには鞭でぶたれまくり、本気で痛がる姿に会場は大いに沸いた（結果はやはり敗戦）。この試合が好評だったことから、「ジェッツ3」での対戦相手は「世界のムチ使い」と発表された。
12月4日「ジェッツ3」で、その「世界のムチ使い」こと藤田ミノルと対戦。再び鞭でぶたれて敗戦。
12月28日「ジェッツ4～ザ・忘年会プロレス・リベンジ！～」にて初のメインイベントを務める。パートナーは坂田亘。対戦相手は大谷晋二郎、越中詩郎組。大物相手に意地をみせるも初勝利ならず。
2011年
1月27日「ハッスルマンズワールド#4」でKAMIKAZE、バンビと3WAYの「酔いどれルール」（フォールしたものが、2カウント以内でキックアウトされると、25度の焼酎を一気飲み）で対戦。またしても鞭の餌食となり敗戦。
4月2日「ハッスルマンズワールド#5」ではスーパー宇宙パワーに3本勝負で挑むも、圧倒され敗戦。「ハッスルシロス！」とエールを受ける。
5月28日「ハッスルマンズワールド#6」のメインカードにて、若鷹ジェット信介、坂田亘と共に3対5の変則タッグマッチに挑み、ITOから跳びつきスイングDDTからの片エビ固めで初勝利を挙げた。
2012年
3月16日ZERO1後楽園ホール大会にて、突然のハッスルマンズワールド終結を宣言される。中村カントクは「お前が上田祐介として、もう一度このリングに立てるときが来たら、そのときはハッスルマンズワールド、認めてやるよ」と発言。以降、@UEXILEは表舞台から姿を消し、再デビューに向けて猛トレーニングを積む。
9月19日リングネームを「上田祐介」に改名。ZERO1「若大将CUP」TAKESHIBAコロシアム大会にて再デビュー戦（対横山佳和）を行う。6分31秒、逆片エビ固めで敗れる。

## 得意技
- うまい棒式ドロップキック（たらこ味）。
- ガリガリバスター

## 入場テーマ曲
- 「Lovers Again」（EXILE）

## 特記
- EXILEのATSUSHIに容姿が似ていることから、このリングネームになった。
- 入場時に好物である「うまい棒」が大量にリングに投げ込まれる。まれに特大のうまい棒やうまい棒グッズが投げ込まれることもある。
- 口癖は「関係ねえっす」「～す」。
- ハッスルMAN'Sワールド崩壊後はSNS上で暴言、虚言、犯罪自慢の類のコメントをする危険人物として悪名が知れ渡った[2]。